# Notx péred Rójdestvom
Nit de Nadal (en rus: Ночь перед Рождеством, Notx péred Rójdestvom) és una òpera en quatre actes amb música i llibret de Nikolai Rimski-Kórsakov. Composta entre 1894 i 1895, Rimski-Kórsakov va basar la seva òpera en un relat curt, Nit de Nadal, de l'obra de Nikolai Gógol Tardes en una granja prop Dikanka. La història s'havia utilitzat anteriorment com a base per a una òpera almenys tres vegades, incloent la Vakula el ferrer de Txaikovski  (1874).

## Representacions
L'estrena va tenir lloc el 10 de desembre de 1895 en el Teatre Mariïnski de Sant Petersburg, sota la direcció d'Eduard Nápravník, el mateix director que havia estrenat Vakula gairebé 19 anys enrere.
L'estrena britànica va ser el 1988 a Londres, amb l'Òpera Nacional dirigida per Albert Rosen.

## Enregistraments
Enregistraments sonors (Principalment enregistraments d'estudi)
Font: www.operadis-opera-discography.org.uk
- 1948, Natalya Shpiller (Oxana), Lyudmila Ivanovna Legostayeva (Tsarina), Nina Kulagina (Soloja), Dmitriy Tarkhov (Vakula), Pavel Pontryagin (Dimoni), Sergey Migay (Alcalde), Sergey Krasovsky (Chub), Vsevolod Tyutyunnik (Panás), Aleksey Korolyov (Patsiuk), Sergey Streltsov (Sagristà). Orquestra Simfònica de la Ràdio de Moscou, Cor de la Ràdio de Moscou, Nikolai Golovanov.
- 1990, Yekaterina Kudryavchenko (Oxana), Yelena Zaremba (Soloja), Vladimir Bogachov (Vakula), Stanislav Suleymanov (Chub), Maksim Mikhaylov (Panás), Vyacheslav Verestnikov (Alcalde), Vyacheslav Voynarovsky (Dimoni), Alexey Maslennikov (Sagristà), Boris Beyko (Patsiuk), Olga Tiruchnova (Tsarina). Teatre Forum de Moscou, Cor Acadèmic Yurlov, Mijaíl Yurovski.